# Ellhofer Tobelbrücke
Die Ellhofer Tobelbrücke (westallgäuerisch Ellhofar Doblbruck) ist eine unter Denkmalschutz stehende Eisenbahnbrücke der Bahnstrecke Buchloe–Lindau (km 112), die über das Ellhofer Tobel bzw. den Ellhofer Tobelbach führt. Sie liegt im Landkreis Lindau (Bodensee) und berührt die Gemeinden Grünenbach (östlicher Brückenkopf) sowie Weiler-Simmerberg (westlicher Brückenkopf). Sie befindet sich unweit der Orte Heimhofen und Ellhofen. Es handelt sich um ein Viadukt mit drei Fischbauchträgern auf gemauerten Pfeilern und Widerlagern.

## Geschichte
Am 13. November 1850 begannen im Zuge des Baus der Ludwig-Süd-Nord-Bahn die Arbeiten zur Ellhofer Tobelbrücke. Eine Holzbrückenkonstruktion wurde auf gemauerte Pfeiler aufgesetzt. Die Pfeiler bestanden aus Sandstein aus dem Tobel, ummantelt von Kalkstein aus Steinbrüchen aus Siebers und Knechtenhofen. 1853 wurde die Brücke fertig gestellt. Um 1870/80 wurde die Brücke erneuert.

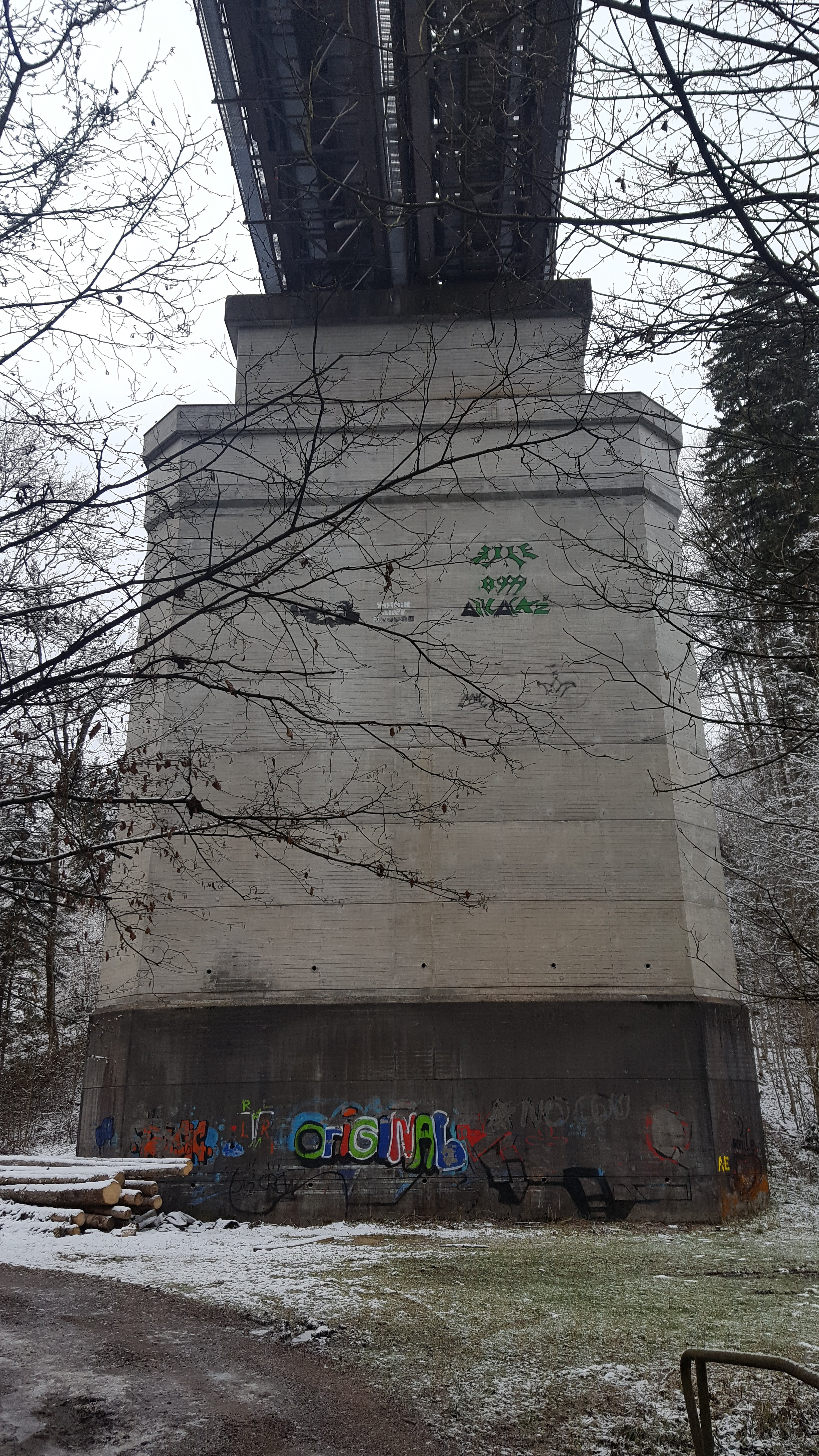
Westlicher Brückenpfeiler
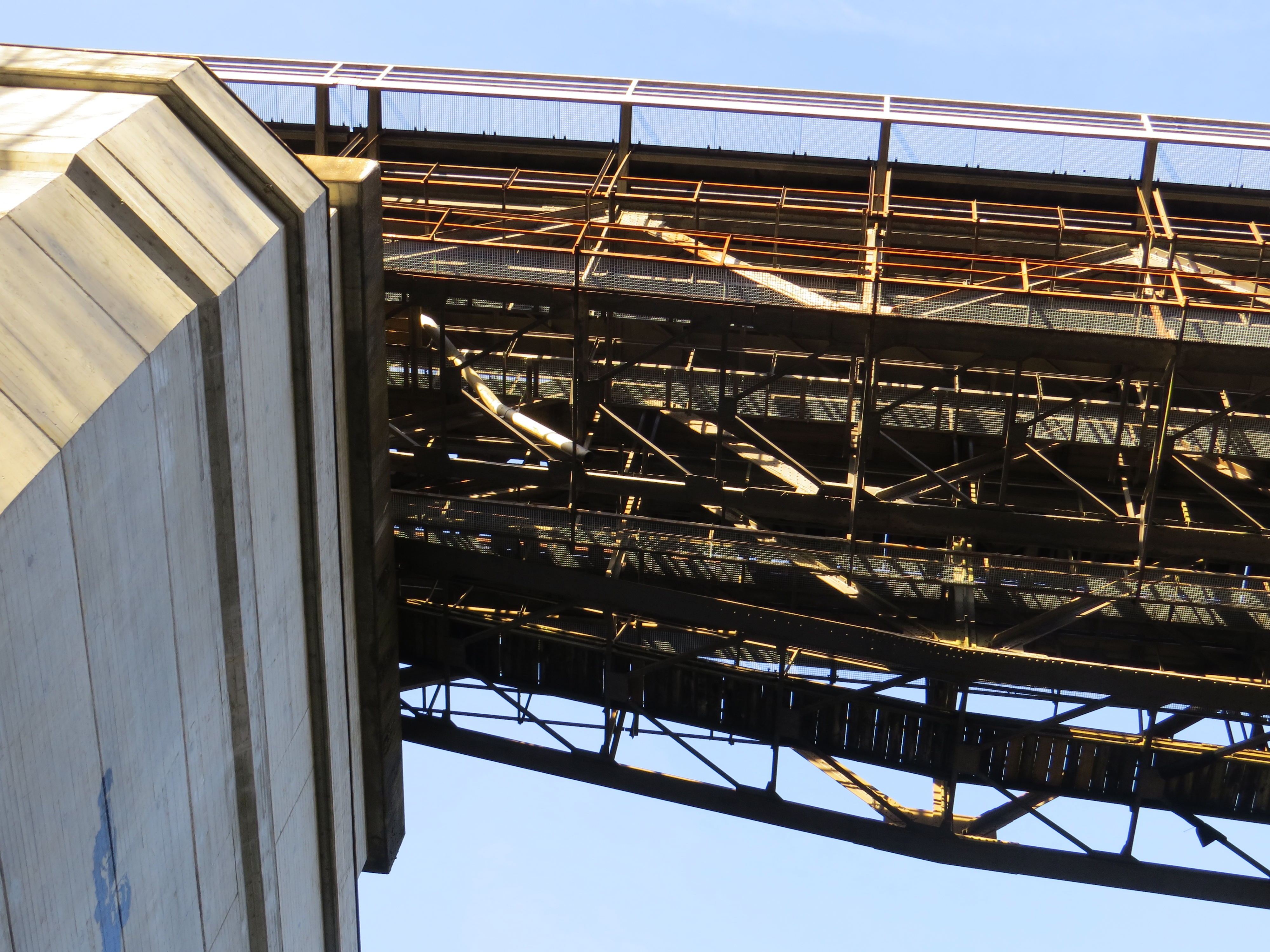
Konstruktion von unten
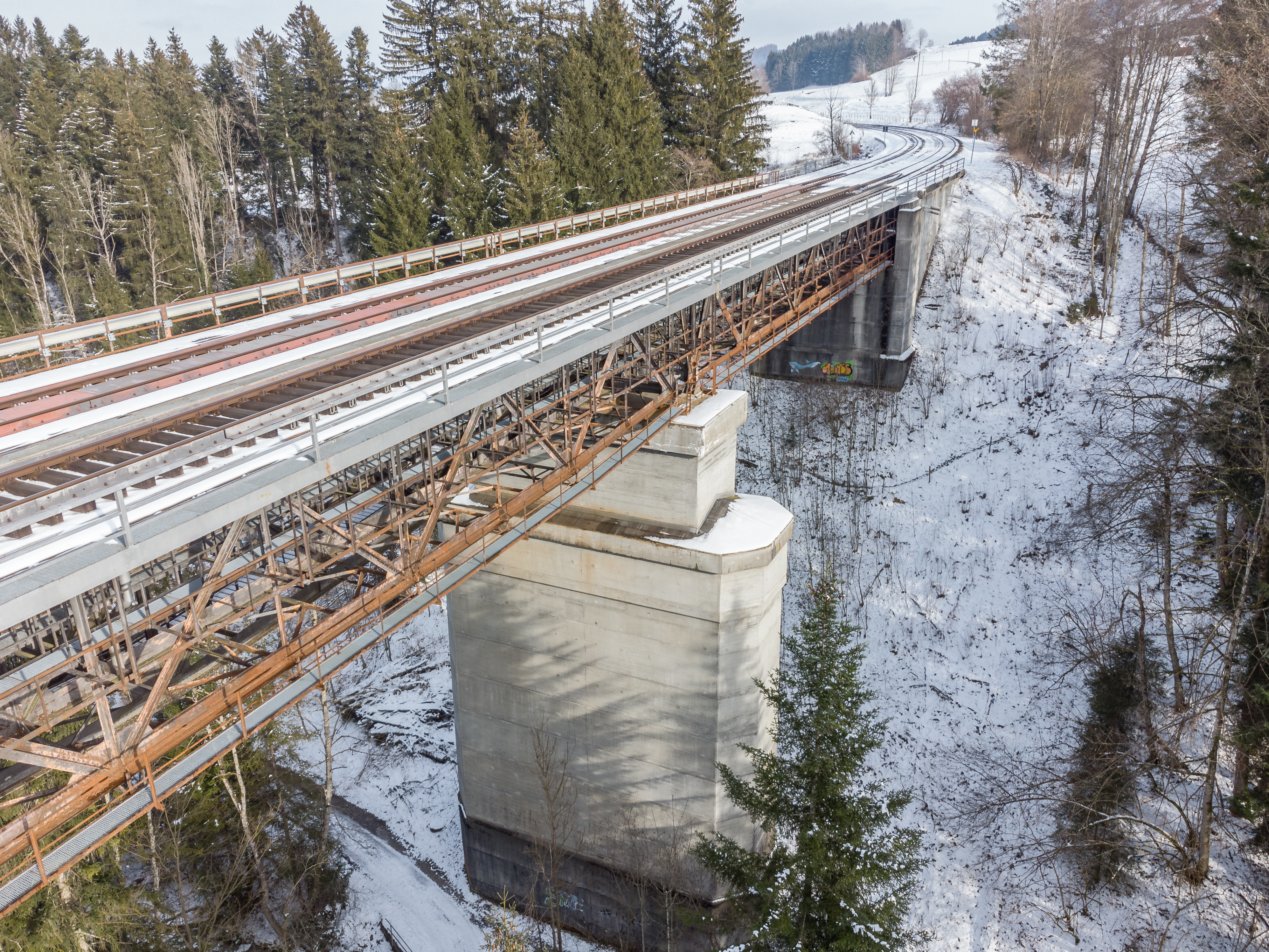
Oberkonstruktion